# Gymnelia ichneumonoides
Gymnelia ichneumonoides är en fjärilsart som beskrevs av Rothschild 1911. Gymnelia ichneumonoides ingår i släktet Gymnelia och familjen björnspinnare. Inga underarter finns listade i Catalogue of Life.